# Changes (песня XXXTentacion)
«Changes» (стилизовано как changes, с англ. — «Изменение») — эмо-баллада, написанная и исполненная американским рэпером XXXTentacion со второго студийного альбома ?. Содержит неперечисленный вокал от PnB Rock. Она была выпущена в качестве второго сингла с альбома 1 марта 2018 года. Это последний сингл XXXTentacion, выпущенный при его жизни.

## Релиз и приём
1 марта 2018 года X объявил, что выпускает две песни со своего тогдашнего альбома ?, сказав в Instagram «Выложу две песни с моего альбома сегодня вечером в 12:00 утра по восточному времени, слушайте их больше одного раза, что бы понять их». «Changes» был выпущен 2 марта 2018 года на Spotify, Deezer, iTunes/Apple Music и Tidal вместе с «Sad!».
HotNewHipHop назвали это «медленным джемом» и отметили, что X «направляет свои эмоции, чтобы получить больше вайба». Billboard назвали его «heart-on-sleeve track» с откровенными текстами. XXL назвали песню «балладой, управляемой фортепиано», которая принимает другой тон, чем «Sad!».

## Участники записи
- Джасей Онфрой – автор, музыка
- John Cunningham – автор, музыка, продюсер, сведение
- Rakim Allen – автор, музыка
- Robert Soukiasyan – сведение
- Kevin Peterson – мастеринг
- Dave Kutch – мастеринг

## Чарты
| Чарт (2018)                           | Высшая позиция |
| ------------------------------------- | -------------- |
| Австралия (ARIA)                      | 15             |
| Австрия (Ö3 Austria Top 40)           | 10             |
| Канада (Billboard Canadian Hot 100)   | 15             |
| Чехия (Singles Digitál Top 100)       | 13             |
| Дания (Tracklisten)                   | 8              |
| Франция (SNEP)                        | 22             |
| Германия (GfK)                        | 13             |
| Венгрия (Single Top 40)               | 30             |
| Венгрия (Stream Top 40)               | 15             |
| Ирландия (IRMA)                       | 28             |
| Италия (FIMI)                         | 33             |
| Нидерланды (Single Top 100)           | 20             |
| Новая Зеландия (Recorded Music NZ)    | 11             |
| Норвегия (VG-lista)                   | 9              |
| Португалия (AFP)                      | 5              |
| Шотландия (OCC Scotland)              | 51             |
| Словакия (Singles Digitál Top 100)    | 58             |
| Испания (PROMUSICAE)                  | 55             |
| Швеция (Sverigetopplistan)            | 6              |
| Швейцария (Schweizer Hitparade)       | 9              |
| Великобритания (OCC UK Singles)       | 22             |
| Великобритания (OCC UK Indie)         | 7              |
| США (Billboard Hot 100)               | 18             |
| США (Billboard Hot R&B/Hip-Hop Songs) | 12             |

| Чарт (2018)                           | Позиция |
| ------------------------------------- | ------- |
| Канада (Canadian Hot 100)             | 88      |
| Дания (Tracklisten)                   | 64      |
| Швеция(Sverigetopplistan)             | 72      |
| США Billboard Hot 100                 | 94      |
| США Hot R&B/Hip-Hop Songs (Billboard) | 50      |

## Сертификации
| Регион | Сертификация  | Продажи   |
| --- | ------------- | --------- |
| Австралия (ARIA) | 3× Платиновый | 210 000   |
| Канада (Music Canada) | Платиновый    | 80 000    |
| Дания (IFPI Danmark) | Платиновый    | 90 000    |
| Франция (SNEP) | Бриллиантовый | 333 333   |
| Германия (BVMI) | Золотой       | 200 000   |
| Италия (FIMI) | Платиновый    | 50 000    |
| Новая Зеландия (RMNZ) | Золотой       | 15 000    |
| Польша (ZPAV) | 2× Платиновый | 100 000   |
| Португалия (AFP) | 2× Платиновый | 20 000    |
| Швеция (GLF) | Платиновый    | 8 000 000 |
| Великобритания (BPI) | Платиновый    | 600 000   |
| США (RIAA) | 5× Платиновый | 5 000 000 |
| Данные о продажах + прослушиваниях приведены только на основе сертификации. · Данные только о прослушиваниях приведены на основе сертификации. |               |           |